# Manuel Vallaurio
Manuel Vallaurio (Monaco, 23 februari 1987) is een Monegaskische voetballer. Hij speelt als doelman en staat sinds 2007 onder contract bij AS Monaco uit de Ligue 1.

## Carrière
In 2001 kwam Manuel Vallaurio van US Cap-d'Ail over naar Monegaskische voetbalclub AS Monaco FC, spelend in de Franse Ligue 1. In 2007 tekende hij zijn eerste prof-contract en was in zijn eerste seizoen bij Monaco derde doelman achter Flavio Roma en Stéphane Ruffier. In het seizoen 2008/09 werd de Monegask uitgeleend aan Olympique Croix de Savoie 74 uit het National, het derde niveau van Frankrijk. Na slechts drie competitiewedstrijden te hebben gespeeld werd Vallaurio in januari 2009 teruggehaald naar AS Monaco.

### Statistieken
| Seizoen | Club              | Land               | Competitie           | Wedstr. | Doelp. |
| ------- | ----------------- | ------------------ | -------------------- | ------- | ------ |
| 2007/08 | AS Monaco         | Vlag van Frankrijk | Ligue 1              | 0       | 0      |
| 2008/09 | → Croix de Savoie | Vlag van Frankrijk | Championnat National | 3       | 0      |
| 2008/09 | AS Monaco         | Vlag van Frankrijk | Ligue 1              | 0       | 0      |
| Totaal  | Totaal            | Totaal             | Totaal               | 3       | 0      |